# Tipula (Formotipula) stoneana
Tipula (Formotipula) stoneana is een tweevleugelige uit de familie langpootmuggen (Tipulidae). De soort komt voor in het Oriëntaals gebied.